# Auguste Roch Nkounkou
 (août 2013).
Si vous disposez d'ouvrages ou d'articles de référence ou si vous connaissez des sites web de qualité traitant du thème abordé ici, merci de compléter l'article en donnant les références utiles à sa vérifiabilité et en les liant à la section « Notes et références ».
Auguste Roch Nkounkou (Nkunku en Kikongo), né le 11 mai 1909 à Songavoula et mort le 3 juillet 1982 à Brazzaville (Congo), est le premier prêtre noir du clergé catholique du diocèse de Brazzaville et dignitaire de l'Église catholique d’Afrique, en sa qualité de détenteur du titre honorifique d'assistant au trône pontifical. Il fut ordonné prêtre le 29 mai 1938, puis fondateur et premier curé en 1947 de la paroisse Saint-Michel de Goma Tsétsé, le sanctuaire régional de l'archange Michel pour toute l'Afrique.

## Biographie
Auguste Roch Nkounkou (Nkunku en Kikongo) naît le 11 mai 1909, à Songavoula vers Voula, localité de Nkonkala, district de Kinkala dans le département du Pool, fils de Mbama et de Malembé ; son plus ancien aïeul connu, son oncle maternel, serait un certain Mi Mbanza (Ta Mbanza), un notable et seigneur Kongo, décédé vers 1912, selon un témoignage laissé par Mgr Nkounkou. Mi Mbanza eut comme petit frère Ta Mouléla et petite sœur, la grand-mère d'Auguste Roch Nkounkou, Ma Tsoukoula (enterré à Mpangala). Auguste Roch Nkounkou descend également de Ta Malonga « Bien Mou Kati » (« Bien dedans »), enterré à Loubikou (Kibouendé) dans le district de Kinkala.
Auguste Roch Nkounkou est orphelin à trois ans ; sa mère succombe après un accouchement difficile, sa sœur ainée Ntinou Nzobadila Thérèse Françoise l'élève jusqu'à l'âge de treize ans. Il est baptisé pendant son séjour chez son oncle paternel Ta Linlounguila à la mission catholique de Mbamou, le 29 janvier 1921. Le 3 octobre 1921, il est reçu à l'examen des enseignants pour la catéchèse. Il entre au petit séminaire de Brazzaville, en compagnie d'Eugène Nkakou en 1923 ; il fera le séminaire de Kisantu avec Barthélemy Boganda (premier chef du gouvernement de la République centrafricaine) et le grand séminaire de Libreville.
Il est ordonné prêtre au 50e anniversaire de la journée de l'évangélisation du Congo à la cathédrale du Sacré-Cœur de Brazzaville, plus précisément à la place du patronage Saint-Louis de ladite cathédrale, actuel emplacement de l'imprimerie Saint-Paul, le 29 mai 1938, en compagnie d'Eugène Nkakou (1904- 1942) par son évêque, Monseigneur Paul Biéchy, assisté par Monseigneur Alphonse Verwinp, Vicaire apostolique et évêque de Kisantu.
Après son ordination sacerdotale, il est affecté à la mission de Mindouli pour deux ans (1938-1940), à Kibouendé en 1940. La mission de Voka l’accueillit de 1942 à 1944. De nouveau à Kibouende en 1946 dont il fut chargé du secteur de Goma Tse Tse.  En 1947 à Lekana et en mi 1947 encore à Kibouende avec Goma Tse Tse toujours à sa charge. Il s’attelle à la construction d'une nouvelle mission à partir de septembre 1947, avec l'aide du curé du Mont-Saint-Michel (France), puis de Paul Chauvet, Gouverneur et Haut Commissaire en AEF (Afrique Équatoriale Française). L'église de Goma Tsétsé est baptisée Saint-Michel, le vainqueur des esprits rebelles pour faire face aux sectes matsouanistes qui pullulaient dans la zone et qui étaient hostiles à l'implantation d'une mission catholique dans leur zone d'influence (avec leurs chefs Ta Moulabaka et Ta Kihouni « l'homme qui tuait les oiseaux avec sa simple parole »).
Mgr Nkounkou a pu christianiser des zones entières réputées dangereuses, dans une région dominée par le matsouanisme. Il a accompli des miracles de son vivant et après sa mort, surtout pendant la guerre du pool de 1999 où la paroisse de Goma Tsétsé où il repose a résisté à la tentative de destruction des belligérants. sa légende est restée célèbre au Congo et en Afrique centrale. Il est considéré comme l'une des plus grandes figures de l'histoire de la chrétienté du Congo et d'Afrique.
Il est le clerc fondateur au Congo de la Supplique Notre Dame du Perpétuel Secours, sa foi s'est exprimée par de nombreuses œuvres, réalisées en faveur du peuple de Dieu. En 1962, il reçut la distinction honorifique d'officier de l'ordre du mérite congolais par le président Abbé Fulbert Youlou. Le 8 décembre 1970, le pape Paul VI lui décerna le titre honorifique d'assistant au trône pontifical. Le 22 juin 1978, il avait fêté ses quarante ans de sacerdoce en présence de ses nombreux confrères. Il a eu 44 ans de vie pastorale dont 35 ans à Saint-Michel de Goma Tsétsé. Le 20 mai 1973, il avait cocélébré, au stade Éboué, en compagnie du cardinal Joseph Albert Malula, archevêque de Kinshasa et du délégué apostolique Monseigneur Mario Tagliaferri, la messe d'action de grâce de l'élévation au cardinalat d’Émile Biayenda et aussi la messe de requiem du président Fulbert Youlou, le 11 décembre 1972, en présence de Mgr Émile Biayenda et de l'ancien président Alphonse Massamba-Débat, en la cathédrale Sacré-Cœur de Brazzaville.
Il est décédé le 3 juillet 1982 au centre hospitalier universitaire de Brazzaville et enterré dans l'enceinte de la paroisse Saint-Michel de Goma Tsétsé. Sa devise était : « Et toi, quand tu seras revenu, affermis tes frères. » (Luc 22,31-32)

## Saint-Michel de Goma Tsétsé
L'emplacement de cette paroisse fut choisi le 4 septembre 1947, à 360 mètres de la gare, au milieu d'une forêt, dominant sur un joli plateau. Deux ruisseaux coulent de l'est et de l'ouest et vont se jeter dans la grande rivière Djoué. La paroisse Saint-Michel de Goma Tsétsé a été élevée au rang de sanctuaire régional de l'archange Michel pour toute l'Afrique par le curé du Mont Saint-Michel de France après la mort de Mgr Nkounkou. Le sépulcre de Mgr Nkounkou ne cesse de drainer nombre de pèlerins venus de tous les horizons et désirant y prier. En septembre 2011, lors de la clôture de la trentaine de la confrérie Saint-Michel à Goma Tsétsé, six mille pèlerins ont déferlé vers le sanctuaire de Saint-Michel de Goma Tsétsé, en présence du père André Fournier, Recteur du Mont-Saint-Michel de France.
En date du 15 mars 2013, Arsène Francoeur Nganga, descendant de Mgr Auguste Roch Nkounkou et président de l'Association Arsène Francoeur Nganga, a adressé une requête à son excellence, Monsieur le ministre de la culture et des arts du Congo pour l'inscription sur la liste du patrimoine national et la classification au titre de monument historique de la Paroisse Saint-Michel de Goma Tsétsé. Le 20 mars 2015, le ministère de la culture et des arts de la république du Congo a déclaré que la paroisse Saint-Michel de Goma Tsétsé a été classée au patrimoine immobilier national du Congo[réf. souhaitée].